# Leica S
La série Leica S-System est une gamme d'appareils photographiques produits par Leica et destinés essentiellement à une utilisation en studio.

## Description
Série née en 1997 avec le Leica S1, cette gamme d'appareils photographiques numériques est destinée à une utilisation professionnelle.

### Leica S1
Premier appareil photo numérique de la marque, il était destiné à une utilisation de reproduction de documents ou de prise de vue de scènes fixes. Il fut présenté à la photokina de 1998 et décliné en trois versions. Les appareils étaient dotés d'un capteur CCD de 36×36 mm, ce qui permettait une compatibilité avec les objectifs Leica R, Leica M, Hasselblad, et, avec une bague adaptatrice, des objectifs de marque Nikon, Canon, Olympus ou encore Mamiya. Le logiciel destiné au S1 Pro/Alpha est SilverFast, conçu par LaserSoft Imaging pour les scanners haut de gamme. Près de 160 appareils photos ont été fabriqués et principalement vendus à des musées, à des archives, à des instituts de recherche et à des services de documentation.
- Leica S1 Pro, capteur de 26 Mpix, prenait une vue en 185 s.
- Leica S1 Alpha, 6.6 Mpix, prenait une vue en 75 s.
- Leica S1 High Speed, 16 Mpix, prenait une vue en 18 s.

### Leica S2
Le Leica S2 est un reflex numérique qui a été dévoilé au public pour la première fois à la photokina de 2008. Sa commercialisation débuta en décembre 2009, et le premier exemplaire fut acquis par l'un des plus grands photographes berlinois : Jim Rakete. L'appareil, conçu sur une base similaire à celle du R9, comprend un capteur CCD développé par Kodak de 37,5 Mpix sur une surface de 30 × 45 mm. Le processeur de traitement d'images est nommé MAESTRO, il a été mis au point en collaboration avec Fujitsu. Le boîtier est protégé des poussières et des éclaboussures dans le but d'une utilisation en dehors des studios.
Une nouvelle gamme d'objectifs à baïonnette C/CS couvrant le format 30 × 45 mm est apparue avec cet appareil. Certains objectifs de cette gamme sont dotés d'un obturateur central dont la vitesse d'obturation maximale est le 1⁄500 s, toutefois l'appareil comprend un obturateur à plan focal pour les objectifs non pourvus d'un obturateur central. Les objectifs Leica S sont dotés d'un système autofocus.
Bien que commercialisé au tarif particulièrement élitiste de 18 600 €, ce boîtier trouve néanmoins une clientèle constituée pour l'essentiel de professionnels passionnés, dont certains n'hésitent pas à qualifier le Leica S2 de « meilleur boîtier numérique du monde ».

### Leica S
Le Leica S est une évolution du Leica S2. Il a été dévoilé à l'occasion de la photokina de 2012. Deux nouveaux objectifs, dont un à bascule et décentrement, ont été également présentés lors de l’événement.